# أوسكار بيشل

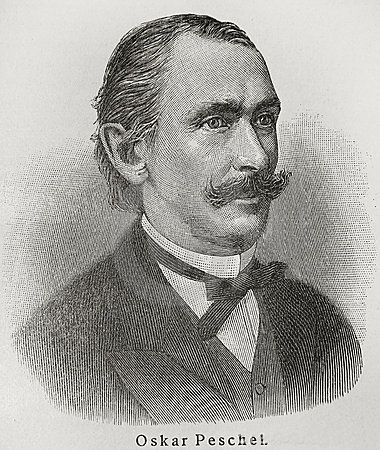
أوسكار فرديناند بيشل (1826-1875)

أوسكار فرديناند بيشل (بالألمانية: Oscar Peschel)، (17 مارس 1826، درسدن – 13 أغسطس 1875، لايبزيغ)، جغرافي ألماني شهير أثار العديد من الأسئلة حول علم الطبيعة الجغرافية، ونقد بشدة مداخل هامبولت وريتر، بدأ حياته كصحفي ثم عين بعد ذلك أستاذاً للجغرافيا في جامعة لايبتزغ عام 1871، حتى حين عمله بالصحافة حرص على نشر المعلومات الجغرافية للقارئ العادي وكتب عن الجغرافيا القديمة.